# Deltocyathus murrayi
Espèce
Statut CITES
Deltocyathus murrayi est une espèce de coraux appartenant à la famille des Deltocyathidae ou Caryophylliidae.